# NGC 4110
NGC 4110 este o liner situată în constelația Părul Berenicei. A fost descoperită în 1 aprilie 1848 de către William Parsons, 3rd Earl of Rosse⁠(d). Se află la o distanță de 120,78 de megaparseci de Pământ.